# Jonathan Aka
Jonathan Aka, né le 13 septembre 1986 à Paris, est un joueur français de basket-ball. Il évolue au poste d'ailier fort.

## Biographie
Il remporte la coupe de France de basket-ball en 2013 avec le Paris-Levallois Basket.